# Harald Ertl
Harald Ertl (Zell am See, 31 agosto 1948 – Gießen, 7 aprile 1982) è stato un pilota automobilistico e giornalista austriaco.

## Carriera
Inizia la carriera motoristica nel 1969 acquistando una Formula 5, con la quale vince 6 gare. Secondo nella Coppa Europa nel 1970 con una Kaimann partecipa anche al campionato di Formula 3 tedesca con March 703.
Nel 1971 passa alle gare per vetture sport Touring car racing, al volante di una Alfa Romeo nel Deutsche Rennsport Meisterschaft (DRM) nel campionato Europeo per vetture sport.
Nel 1973, il 23 settembre, vince con Derek Bell il prestigioso Tourist Trophy organizzato dal RAC sulla pista di Silverstone, in GB: dopo essere partiti al terzo posto in griglia, i due piloti vincono con la loro BMW 3.0 CSL la corsa che si disputa su un totale di 4 ore (con la formula delle due manche da 2 ore l'una).
Dal 1974 al 1976, Ertl corre in Formula 2 senza però risultati di grande rilievo, anche se con la Chevron BMW del team di Fred Opert chiude al terzo posto la quarta prova della stagione 1975, disputata sul circuito corto del Nürburgring e prevista in due manche.
Sempre nel 1975 e sempre in F.2 sarà protagonista nel finale di gara a Vallelunga, con il connazionale Hans Binder, di discutibili traiettorie tese a ostacolare il doppiaggio da parte dell'italiano Maurizio Flammini, in lotta per la vittoria: mentre Ertl alla fine verrà doppiato, Flammini e Binder si urteranno, compromettendo la corsa del pilota laziale.
Nel 1975, grazie alla sponsorizzazione della marca di birra Warsteiner, ottiene un volante in Formula 1 con la Hesketh. Corre in tre gran premi, giungendo ottavo al suo debutto al Nürburgring, nel Gran Premio di Germania e nono a Monza.
Il Gran Premio tedesco è, appunto, la corsa del debutto in F1 e all'inizio dell'ultimo giro Ertl è settimo, non distante dalla Ensign dell'olandese Van Lennep, che concluderà 6º.
Ma a pochi km dalla fine i freni cedono completamente, e il pilota riesce a concludere, ma perde la settima posizione a favore della pilotessa italiana Lella Lombardi, su March.
Nel 1976 corre l'intera stagione con la stessa scuderia ottenendo il settimo posto in Gran Bretagna e altri due ottavi posti (Gran Premio d'Austria e Gran Premio del Giappone: in questa corsa, storica per il duello finale Hunt-Lauda, cede la 7ª posizione a Laffite all'ultima curva, come riportato dai giornali dell'epoca).
Particolare molto curioso, e mai avvenuto in un gran premio (un analogo episodio avvenuto l'anno successivo ad Hockenheim, con il tedesco Hans Heyer, sembra essere stato concordato con i commissari di gara) è quello relativo alla partenza non autorizzata nel GP francese della stagione 1976: Ertl, terza riserva, cioè il terzo fra i non qualificati, si presentò comunque al via, e in coda al gruppo dei ventisei partenti scattò con tutti gli altri. Al terzo giro riuscì a superare il compagno della Hesketh, Guy Edwards ma al quarto passaggio ricevette la bandiera nera per partenza non autorizzata.
Sarà proprio con Edwards, Merzario e Lunger tra i quattro piloti che soccorreranno Niki Lauda nel terribile incidente al Nürburgring. Nel 1977 correrà tre gran premi, non qualificandosi per altri due e ottenendo come massimo risultato il nono posto in Belgio, in una gara nella quale andrà piuttosto bene.
Ertl però continua la sua carriera anche al di fuori della massima formula. Collaborando con la BMW, la Schnitzer Motorsport sviluppa una Toyota Celica Turbo per Ertl nello stesso 1977 con la quale affronta il DRM, il famoso e combattuto campionato tedesco riservato a vetture Turismo.
Ertl, poi, vincerà il campionato tedesco turismo DRM nel 1978 guidando una BMW 320i Turbo sempre per la Schnitzer Motorsport. Nella stessa stagione verrà ingaggiato dalla Ensign per quattro gran premi: in Olanda non si prequalifica; mentre in Germania verrà tradito dal motore a tre giri dalla conclusione, quando è in sesta posizione, dopo aver superato piloti del calibro di Gilles Villeneuve; mentre in Austria è coinvolto al secondo via, dopo la interruzione per pioggia, in un incidente con Patrese.
A Monza infine viene iscritto per ben due volte nello stesso GP, un caso unico nella storia della Formula 1: disputa infatti le pre qualifiche con la Ensign, con la quale era appunto arrivato in zona punti - prima di vedere rompere il motore - in Germania; non raggiunto il tempo utile per disputare le prove ufficiali, si ripresenta alle stesse con un altro team, con una ATS, ma non si qualifica, pur facendo meglio del pilota titolare Michael Bleekemolen.
Questa specie di record rimane esclusivo fino al GP italiano del 2022, che si disputa sempre a Monza: l'olandese Nick De Vries è dapprima terzo pilota per Aston Martin, e poi titolare per Williams nello stesso fine settimana.
Una delle ultime fotografie di Ronnie Peterson, che perde la vita per un incidente in partenza nel GP italiano 1978, lo ritrae proprio con Ertl, al mattino della domenica intervistato dal collega, in questo caso nella veste di reporter.
Nel 1979 e nel 1980, corre nel campionato tedesco DRM per la Zakspeed, cogliendo molti successi al volante di una Ford Capri turbo. Nel 1980 compie ultima apparizione in Formula 1, sempre con la ATS, nel Gran Premio di Germania, ma non si qualifica.
Il 17 ottobre 1981 ottiene un curioso record di velocità, con una speciale BMW motorizzata a metano, toccando i 301,4 km/h.
Morirà nel 1982 in un incidente aereo durante uno spostamento con la famiglia verso la sua casa di vacanze a Sylt, nel nord della Germania.
Oggi riposa nel cimitero di Mannheim-Neckarau.

## Risultati completi in F1
| 1975 | Scuderia | Vettura |  |  |  |  |  |  |  |  |  |  |   |     |   |  |  |  |  | Punti | Pos. |
| ---- | -------- | ------- |  |  |  |  |  |  |  |  |  |  | - | --- | - |  |  |  |  | ----- | ---- |
| 1975 | Hesketh  | P308    |  |  |  |  |  |  |  |  |  |  | 8 | Rit | 9 |  |  |  |  | 0     |      |

| 1976 | Scuderia | Vettura |  |    |    |    |     |    |     |     |   |     |   |     |    |    |    |   |  | Punti | Pos. |
| ---- | -------- | ------- |  | -- | -- | -- | --- | -- | --- | --- | - | --- | - | --- | -- | -- | -- | - |  | ----- | ---- |
| 1976 | Hesketh  | P308D   |  | 15 | NQ | NQ | Rit | NQ | Rit | Rit | 7 | Rit | 8 | Rit | 16 | NP | 13 | 8 |  | 0     |      |

| 1977 | Scuderia | Vettura |  |  |  |  |     |    |   |    |    |  |  |  |  |  |  |  |  | Punti | Pos. |
| ---- | -------- | ------- |  |  |  |  | --- | -- | - | -- | -- |  |  |  |  |  |  |  |  | ----- | ---- |
| 1977 | Hesketh  | P308E   |  |  |  |  | Rit | NQ | 9 | 16 | NQ |  |  |  |  |  |  |  |  | 0     |      |

| 1978 | Scuderia   | Vettura   |  |  |  |  |  |  |  |  |  |  |    |     |    |    |  |  |  | Punti | Pos. |
| ---- | ---------- | --------- |  |  |  |  |  |  |  |  |  |  | -- | --- | -- | -- |  |  |  | ----- | ---- |
| 1978 | Ensign ATS | MN177 HS1 |  |  |  |  |  |  |  |  |  |  | 11 | Rit | NQ | NQ |  |  |  | 0     |      |

| 1980 | Scuderia | Vettura |  |  |  |  |  |  |  |  |    |  |  |  |  |  |  |  |  | Punti | Pos. |
| ---- | -------- | ------- |  |  |  |  |  |  |  |  | -- |  |  |  |  |  |  |  |  | ----- | ---- |
| 1980 | ATS      | D3 e D4 |  |  |  |  |  |  |  |  | NQ |  |  |  |  |  |  |  |  | 0     |      |

| Legenda | 1º posto     | 2º posto | 3º posto    | A punti         | Senza punti/Non class.  | Grassetto – Pole position Corsivo – Giro più veloce |
| Legenda | Squalificato | Ritirato | Non partito | Non qualificato | Solo prove/Terzo pilota | Grassetto – Pole position Corsivo – Giro più veloce |